# قرالر لطف الله
قرالر لطف‌ الله هي قرية في مقاطعة أرومية، إيران. عدد سكان هذه القرية هو 87 في سنة 2006.